# Crinum parvum
Crinum parvum är en amaryllisväxtart som beskrevs av John Gilbert Baker. Crinum parvum ingår i släktet Crinum, och familjen amaryllisväxter. Inga underarter finns listade i Catalogue of Life.